# Bronisław Dardziński
Bronisław Dardziński (* 30. Dezember 1901 in St. Petersburg, Russland; † 13. Mai 1971 in Warschau, Polen) war ein polnischer Schauspieler bei Bühne, Hörfunk und Film.

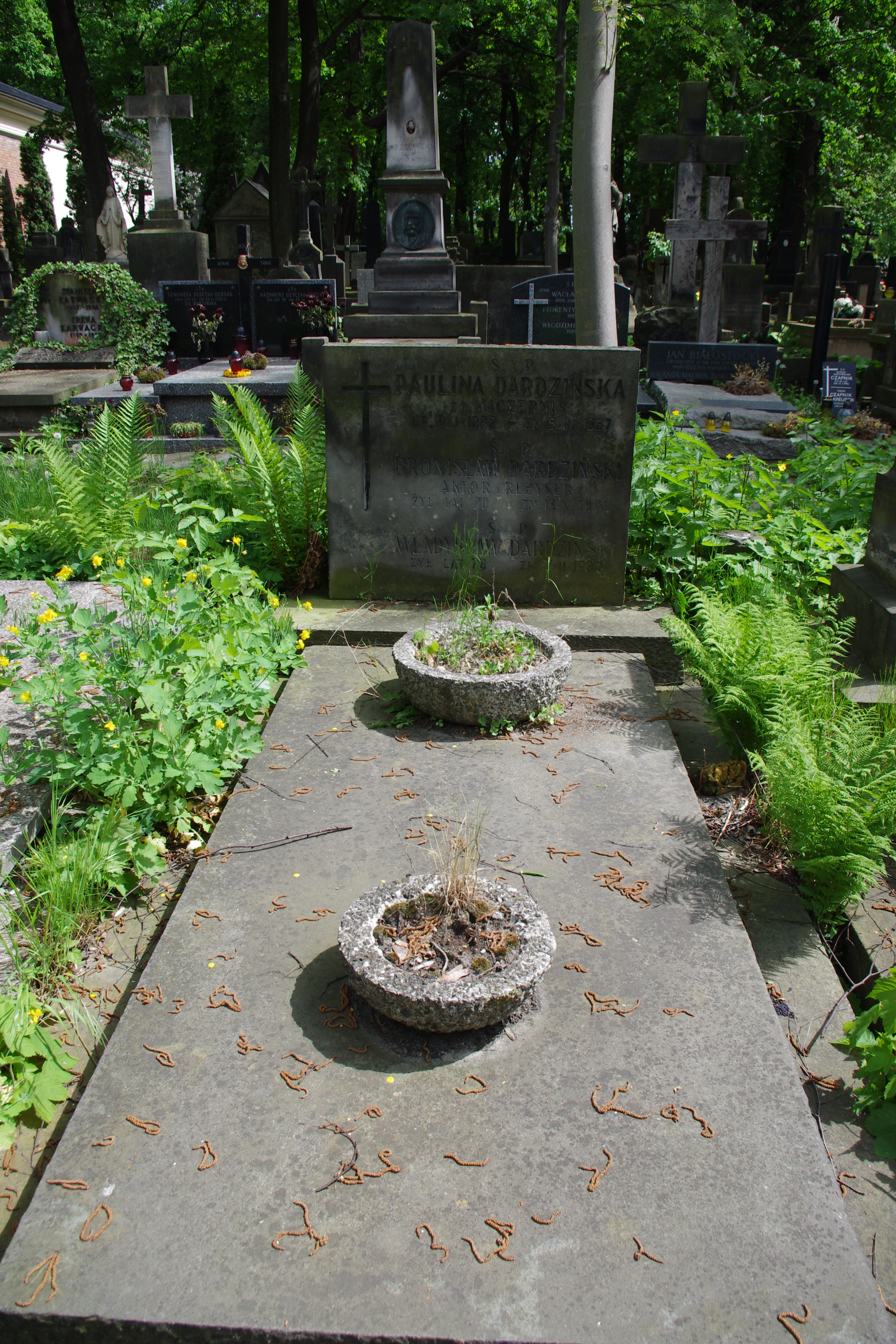
Grabstätte Dardzińskis in Warschau

## Leben
Bronisław Dardziński ging in seiner Geburtsstadt St. Petersburg zur Schule, wo er auch die Oktoberrevolution erlebte. 1921 kehrte er in das Land seiner Vorväter zurück, ins wiedererstandene Polen. Dort nahm er Schauspielunterricht und ließ seine Stimme ausbilden. In Budapest besuchte Bronisław Dardziński Kurse der Schauspielabteilung des Konservatorium. Wieder daheim in Polen, gab Dardziński seinen Theatereinstand am 1. September 1926. Es folgten bis 1939 Verpflichtungen an Bühnen in Warschau, Tschenstochau, Kattowitz, Gdingen und Łódź. Zuletzt, 1938/39, wurde er auch mit kleineren Rollen vom polnischen Film bedacht und erhielt überdies Angebote vom hiesigen Hörfunk. Der Einmarsch der deutschen Wehrmacht unterbrach Bronisław Dardzińskis künstlerisches Treiben augenblicklich, und Theaterarbeit war fortan nur noch eingeschränkt und auf sehr kleinen Bühnen möglich.
Als am 7. März 1941 der österreichischstämmige Filmschauspieler und Gestapo-Zuträger Igo Sym in seiner Wohnung vom Exekutionskommando des Polnischen Untergrundstaates ermordet wurde, sollte dies auch für Bronisław Dardziński dramatische Folgen haben.  Er wurde zusammen mit einigen Kollegen verhaftet und in das berüchtigte Pawiak-Gefängnis gesteckt. Als Vergeltungsmaßnahme deportierte man im Auftrag von SiPo und SD ihn und über 1000 weitere Geiseln, darunter die Kollegen Stefan Jaracz, Tadeusz Kański, Zbigniew Sawan und Leon Schiller, am 6. April 1941 vorübergehend in das Konzentrationslager Auschwitz. Nach nur wenigen Wochen wurde Bronisław Dardziński wie die meisten seiner Kollegen wieder auf freien Fuß gesetzt. Nach der Niederschlagung des Warschauer Aufstandes floh Dardziński in die polnische Provinz (Kielce und Lublin) und setzte dort wie später (nach Kriegsende 1945) auch in Warschau seine Arbeit bei Bühne und Film fort. Meist spielte er nunmehr Honoratioren aller Arten und wirkte auch sporadisch in Fernsehproduktionen mit. Zweimal (in Eine Generation und in Lotna) setzte ihn Polens bedeutendster Filmregisseur Andrzej Wajda ein.

## Filme
- 1938: Sygnały
- 1938: Florian
- 1939: Doktór Murek
- 1949: Za wami pójdą inni
- 1953: Celuloza
- 1954: Eine Generation (Pokolenie)
- 1955: Karriere (Kariera)
- 1958: Wolne miasto
- 1958: Rancho Texas
- 1959: Lotna
- 1960: Wirklichkeit (Rzeczywistość)
- 1961: Angeklagt (Wyrok)
- 1964: Echo
- 1965: Der Staatsanwalt hat das Wort (Głos ma prokurator)
- 1965: Pharao (Faraon)